# Zbeži!
Zbeži! (izviren angleški naslov: Get Out) je ameriška grozljivka iz leta 2017, delo režiserja, producenta in scenarista Jordana Peela. V filmu igrajo Daniel Kaluuya, Allison Williams, Bradley Whitford, Caleb Landry Jones, Stephen Root, LaKeith Stanfield in Catherine Keener. Zgodba spremlja temnopoltega Chrisa, ki pride na obisk k družini svoje belopolte partnerke.
Zbeži! je bil premierno predvajan na filmskem festivalu Sundance 23. januarja 2017, na spored v ameriških kinematografih pa je prišel 24. februarja 2017 v distribuciji Universal Pictures. Film je s proračunom 4.5 milijonov USD zaslužil več kot 251 milijonov USD po vsem svetu in prejel veliko pozitivnih odzivov kritik in občinstva.

## Vsebina
Medtem ko govori s svojim dekletom po telefonu in hodi po predmestnih ulicah pozno ponoči, temnopoltega Andrea Haywortha ugrabi neznan napadalec.
Nekaj mesece kasnejev temnopolti fotograf Chris Washington in njegova belopolta punca Rose Armitage odideta na obisk k njenim staršem, nevrologu Deanu in psihiatrinji Missy. Rose mu pove, da čeprav še ni imela temnopoltega fanta, ga bodo zagotovo dobro sprejeli. Tam starša in Rosin brat Jeremy lepo sprejmejo Chrisa, vendar njega zelo preseneti vedenje temnopoltega oskrbnika posestva Walterja in služkinje Georgine. Tisto noč Chris pripoveduje Missy o svoji mami, ki je umrla med ropom, ko je bil on star le enajst let. Po pogovoru ga Missy hipnotizira, ga paralizira in njegovo zavest pošlje v prostor, ki ga imenuje »potlačeni prostor«. Chris se naslednje jutro zbudi v svoji postelji in je najprej prepričan, da je imel le nočno moro, vendar ugotovi, da ga je Missy zares hipnotizirala, saj je prenehal kaditi.
Gosti prispejo na Armitagovo družinsko srečanje, kjer predvsem starejši belci z zanimanjem spoznavajo Chrisa. Tam spozna Logana Kinga, ki se mu zdi zelo znan, kljub temu, da se zelo čudno obnaša. Chris pokliče svojega najboljšega prijatelja, varnostnika Rodneya »Roda« Williamsa in mu pove o svoji hipnozi ter o nenavadnem obnašanju tukajšnjih črncev. Kasneje skuša fotografirati Logana, vendar se vklopi bliskavica, zaradi katere Logan doživi napad, začne krvaveti iz nosu ter histerično kričati na Chrisa »Zbeži!«. Dean pojasni, da je Logan doživel epileptični napad, vendar Chris ni prepričan. Chris in Ros odideta na sprehod, kjer Chris prepriča Rose, da odide z njim. Medtem Dean vodi skrivnostno tombolo s Chrisovo sliko v ozadju, kjer slepi Jim Hudson osvoji glavno nagrado.
Med pripravljanjem na odhod pošlje Chris Loganovo fotografijo Rodu, kateri ga prepozna kot Andrea Haywortha, ki je izginil pred nekaj meseci. Chris prav tako najde Rosine fotografije iz prejšnjih razmerij s črnci, skupaj z Walterjem in Georgino. Vztraja, da morata takoj oditi, vendar ga ona skupaj z družino zaustavi. Chris skuša pobegniti, vendar je nemočen zaradi Missyjine hipnoze. Roda zaskrbi, ker ne more več priklicati Chrisa, zato prijavi njegovo izginotje policistom, ki pa se le norčujejo iz njega.
Chris se zbudi privezan na stol. Video mu razloži, da družina skuša doseči neke vrste nesmrtnost, tako da Dean presadi dele možganov iz svojih ostarelih prijateljev v mlade črnce, ki jih izbere Rose, Missy pa psihično pripravi. Jim Hudson želi uporabiti Chrisa kot zajedavec, da bi si tako lahko povrnil vid, medtem ko bo Chrisova zavest ostala v »potlačenem prostoru« do konca življenja. Ko Chris vpraša »Zakaj črnci?«, mu Jim odgovori, da so ti najprimernejši. Chris si v ušesa skrivoma vtakne polnilo iz stola, kar blokira hipnotični ukaz, ki bi ga spravil v nezavest. Preseneti Jeremya in ga udari po glavi, Deana zabode v vrat z jelenjimi rogovi in zažge operativno sobo, v kateri je Jim, že pripravljen na presaditev. Missy nato zabode Chrisa v roko, vendar jo on med prerivanjem ubije, nazadnje ubije še Jeremyja, ki je medtem prišel k sebi.
Ko se Chris odpelje, Rose izjavi, da v Walterju in Georgini živita njena stara starša. Chris povozi Georgino in jo vzame v avto, saj se počuti krivega za mamino smrt. Georgina se zbudi in povzroči prometno nesrečo, v kateri tudi umre. Rose in Walter dohitita Chrisa, vendar Chris Walterja fotografira z bliskavico, kar osvobodi pravo Walterjevo osebnost. Walter ustreli Rose, nato pa ubije še sebe. Chris pride do še vedno žive Rose in jo prične daviti, vendar se ne more pripraviti do tega, da bi jo ubil. V tistem se pripelje policijski avto. Rose začne klicati na pomoč, v upanju da bo Chris spoznan kot napadalec, vendar se izkaže, da je prišel Rod s svojim službenim vozilom. Chris in Rod se odpeljeta, Rose pa podleže strelni rani.